# Дивитися в очі...
«Дивитися в очі…» — радянський художній фільм 1975 року, знятий режисером Володимиром Луговським на Кіностудії ім. О. Довженка.

## Сюжет
Про трудові будні сучасного Донбасу. Новий директор шахти «Глибока гілка» Орловський дійшов висновку, що подальша її експлуатація нерентабельна. Колишній директор Давиденко переживає це як особисту драму.

## У ролях
- Петро Глєбов — Іван Давиденко
- Володимир Гусєв — Олександр Орловський
- Валентина Єгорєнкова — Таня
- Едуард Ізотов — Гліб
- Юрій Саранцев — роль другого плану
- Віктор Мірошниченко — Король
- Маргарита Криницина — Досиця
- Юрій Гаврилюк — роль другого плану
- Галина Довгозвяга — Ліза
- Катерина Литвиненко — Тетяна
- Ірина Стерлядкіна — роль другого плану
- Василь Хорошко — роль другого плану
- Віктор Шалигін — роль другого плану
- Володимир Ємельянов — роль другого плану
- Георгій Дворников — Жора
- Юрій Коваленко — роль другого плану
- Віктор Поліщук — механік
- Лідія Чащина — Галя
- Олександр Молотов — роль другого плану
- Юрій Марущенко — роль другого плану
- Леонід Слісаренко — постачальник
- Олександр Толстих — роль другого плану
- Сашко Ляшенко — роль другого плану
- Інна Шевченко — роль другого плану
- Лариса Шевченко — роль другого плану

## Знімальна група
- Режисер — Володимир Луговський
- Сценарист — Євген Онопрієнко
- Оператор — Наум Слуцький
- Композитор — Євген Зубцов
- Художник — Михайло Раковський